# Publius Calpurnius Atilianus

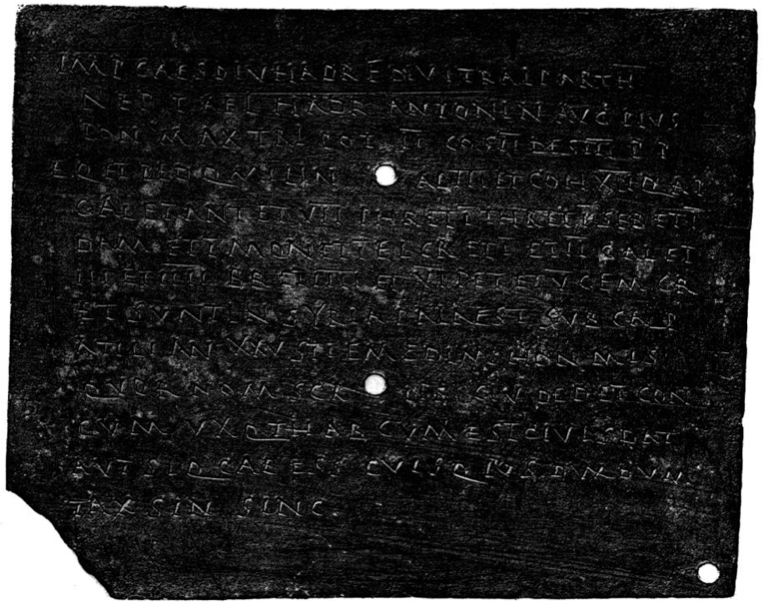
Das Militärdiplom des Jahres 139 n. Chr.

Publius Calpurnius Atilianus war ein im 2. Jahrhundert lebender römischer Politiker.
Durch ein Militärdiplom, das auf den 14. April 135 datiert ist, ist nachgewiesen, dass Atilianus im Jahr 135 zusammen mit Lucius Tutilius Lupercus Pontianus ordentlicher Konsul war. Ein weiteres Diplom, das auf den 22. November 139 datiert ist, belegt, dass er 139 Statthalter der Provinz Syria Palaestina war.